# Реакция Нефа
Реакция Нефа — реакция кислотного гидролиза нитросоединений с образованием карбонильных соединений. Открыта в 1892 г. российским химиком М. И. Коноваловым и Дж. Нефом в 1894 г.

## Механизм
Реакция Нефа заключается в гидролизе ацильных форм нитросоединений (нитроновых кислот), и поэтому в неё могут вступать первичные и вторичные алифатические и алициклические нитросоединения.
На первой стадии нитросоединение взаимодействует с водными или спиртовыми растворами оснований (гидроксид натрия, метилат натрия, диметиламин), переходя в таутомерную ацильную форму:
{\displaystyle {\mathsf {R_{2}CHNO_{2}\rightleftarrows R_{2}C{\text{=}}N^{+}(O^{-})OH}}}
Затем полученное соединение прибавляют к раствору минеральной кислоты (серной или соляной) с нуклеофильным присоединением молекулы воды и последующим отщеплением нитрогруппы в виде оксида азота(I):
{\displaystyle {\mathsf {R_{2}C{\text{=}}N^{+}(O^{-})OH{\xrightarrow[{-N_{2}O,-H_{2}O}]{H^{+}}}R_{2}CO}}}
Общая схема реакции:
Реакция Нефа позволяет получить карбонильные соединения с выходом до 80-85 %. Для этого реакция проводится при pH=0,1-1, так как в менее кислой среде нитроновые кислоты изомеризуются обратно в нитросоединение со снижением конверсии нитросоединения, а в более кислой — повышается образование побочных продуктов (оксимов, гидроксамовых и карбоновых кислот).
Реакцию Нефа используют для препаративного синтеза альдегидов и кетонов, содержащих другие функциональные группы.